# Ålidbacken

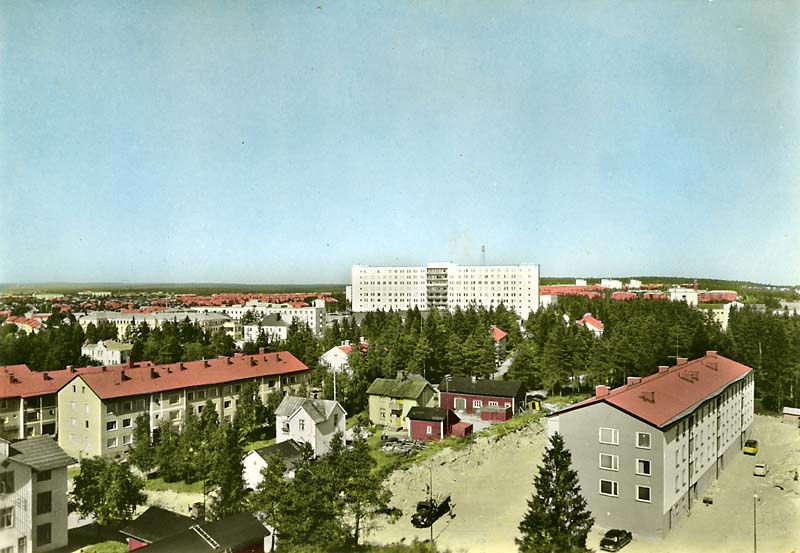
Ålidbacken, sent 1950-tal (handkolorerad).

Ålidbacken var ett bostadsområde intill Norrlands universitetssjukhus och Umeå universitet, cirka 4 km från Umeå centrum. Sedan 1993 – då vägen med samma namn lades i en tunnel under området – heter bostadsområdet officiellt Tunnelbacken, och är en del av stadsdelen Ålidhem. Gatan Ålidbacken finns dock kvar och sträcker sig från tunneln till korsningen med Kolbäcksvägen vid Ålidhems värmeverk.

## Historia
Före 1900-talet var Ålidbacken glest bebyggt. Här fanns lertag och bergstrakter, bönder från Tegssidan av älven idkade skogsbruk och myrslåtter – men framför allt användes området som fäbodvall av Öns bönder som ägde marken. Vid Sandbäcken och Kolbäcken fanns skvaltkvarnar där man malde säd åt stadsborna och för eget bruk.
Sommartid transporterades kor från Ön i en större roddbåt till Ålidbacken för sommarbete. Kvinnorna på Ön rodde över varje morgon och kväll över Umeälven för att mjölka dem. Korna vaktades av så kallade "getare", vanligen pojkar i tioårsåldern. Pojkarna drev korna upp mot nuvarande Ålidhem, för att sedan ta hem dem för mjölkning till kvällen.
När så kung Karl XI ålade Öns by att hålla kronan med tre soldater flyttades rote nummer 46, som kom att kallas "Harnesk" , från Ön till Ålidbacken och tre soldattorp byggdes 1695. Soldaterna kunde ha någon ko eller ett får, och fick lite jord att bruka. En sådan "soldatåker" låg ungefär vid nuvarande Ålidhöjd och Ålidhems värmeverk. Rotet avvecklades i samband med att allmän värnplikt infördes 1901 och uppförandet av nya kaserner för Västerbottens regemente I20 år 1909. 
I samband med laga skiftet 1885 flyttades några gårdar från Öns och Tegs byar till utmarkerna på östra älvstranden. Flera av dem fick gårdsnamn som lever kvar i nutida kvartersnamn på Sofiehem, som Jonasbo och Oskarsbo .  Efter stadsbranden 1888 etableras åtskilliga nya industrier med koppling till återuppbyggnaden längs östra älvstranden, bland andra Sofiehems tegelbruk (1890), en terpentin- och tjärfabrik vid Kolbäcken (1896), Öbackasågen och Umeå Ångsåg (1900), och år 1903 inleds bygget av det nya Umeå lasarett med tillhörande längor med personalbostäder.
De många nya etableringarna lockade fabriksarbetare, hantverkare och näringsidkare av olika slag att slå sig ner på Ålidbacken, vilket bland annat möjliggjordes av att Öns byamän börjat stycka av och sälja sin samfällda mark i området – där nya arbetarkåkar, kaféer, skomakerier, affärer och åkerier bildade ett brokigt samhälle i sluttningen vid stadens dåvarande utfart mot norr via Kustlandsvägen, som skar genom området. Från tidigt 1900-tal fanns i området också en ångbåtskaj, och från 1920-talet en hållplats för järnvägen.
År 1925 inkorporerades Sofiehem med Umeå stad. 1926 förvärvade Scharins Söner AB Sofiehemssågen, som revs och ersattes av Sofiehems träsliperi. Samma år revs sågens arbetarbostäder och ersattes av ett egnahemsområde, beläget på nuvarande Gimonäs. Även Sofiehemsskolan byggdes 1926, och året därpå togs beslut om Bergsbodavägen (nuvarande Sofiehemsvägen) som blev en del av en ny sträckning mot Holmsund via Villanäs.

## I modern tid
Efter andra världskrigets slut ökade efterfrågan på bostäder igen, och stadsarkitekt Kjell Wretling tog fram förslag på ny en stadsplan för området från Ålidbacken till Gimonäs. I planerna ingick en omfattande sanering av Ålidbackens enklare bebyggelse, som skulle ersättas av trevånings hyreshus och flervånings lamell- och punkthus för totalt ca 1 500 boende. De byggnader som uppfördes åren 1958–1965 bestod av cirka 400 hyreslägenheter (se bilden) och 300 studentbostäder längs den nybyggda Gluntens väg (i samband med etableringen av Umeå universitet) men också postkontor och butiker. 

### Hyresstrejken 1972
Studentbostäderna på Gluntens väg kom vintern 1971/1972 att bli centralpunkt för den närmast mytomspunna hyresstrejken i Umeå. Upprinnelsen var att Stiftelsen Umeå Studentbostäder (Susb) – föregångare till dagens allmännyttiga fastighetsbolag AB Bostaden – hösten 1971 förvarnat om en hyreshöjning på åtta procent. Detta fick studentföreningen Clarté att tillsammans med det lilla partiet KFML organisera Hyreskampfronten, vars cirka 300 medlemmar – av totalt bortåt 4 000 studentboende – i januari 1972 inledde en hyresstrejk. Upplösningen blev dramatisk när polis inför rullande tv-kameror inkallades för att vräka de strejkande, men efterbörden ledde till en uppgörelse: hyreshöjningen accepterades mot löfte om bibehållna hyror under 1972, och dessutom gavs studenterna två platser i Susb:s styrelse.

### Ålidbacken blir Tunnelbacken
Med stadens expansion österut under 1980- och 1990-talet och nya bostadsområden som Tomtebo ökade trafiken genom Ålidbacken. År 1993 grävdes gatan Ålidbacken ned och däckades över, vilket möjliggjorde en förtätning med nya flervånings punkthus. Som följd av överdäckningen stängdes Sofiehemsvägen av mot Ålidbacken, som istället fick en ny infart från öster, Klintvägen.